# 時光沙漏fragtime
《時光沙漏fragtime》是日本漫画家里创作的日本漫画，最初于《更多！》（秋田書店）2013年Vol.2及Vol.3連載。7月18日，转移至同出版社的Web漫画网站“Champion Tap！”继续连载，2014年9月25日完结。

## 故事简介
少女森谷美鈴拥有能让时间暂停的能力，喜欢趁机做一些不為人知的事情。有一天，美鈴在3分钟的时间暂停期间偷看同班同学村上遥的裙底，却没料到村上不受时间暂停的影响，行动因而败露。为免自己的变态行为被传出，美鈴向遥道歉，并承诺答应遥的任何愿望，两人的校园生活就此变得不一样。

## 登場角色
森谷美鈴（声：伊藤美来）
主角。拥有让时间暂停3分钟能力的少女，暂停后经常盯着可爱女生的脸看、或是偷窥他人的内裤。这些事情有一天全部让村上遥知道了。
村上遥（声：宮本侑芽）
班级中心人物，美貌少女。
与森谷同班，有一天得知了她的秘密。
小林由香利（声：安济知佳）
與森谷和村上同班的女生，會主動與不擅與人交談的森谷搭話。

## 出版书籍
| 冊數 | 秋田書店      | 秋田書店               | 長鴻出版社    | 長鴻出版社             |
| 冊數 | 發售日期      | ISBN                   | 發售日期      | ISBN                   |
| ---- | ------------- | ---------------------- | ------------- | ---------------------- |
| 1    | 2014年3月7日  | ISBN 978-4-253-13253-4 | 2015年1月6日  | ISBN 978-957-516-583-3 |
| 2    | 2014年11月7日 | ISBN 978-4-253-13254-1 | 2015年9月12日 | ISBN 978-957-516-767-7 |

## OVA
2019年3月16日宣布改编为动画。此后宣布为OVA，于2019年11月22日起在新宿WALD 9等影院限期上映。包括佐藤卓哉（导演、剧本）及rionos（音乐）在内，主要制作人员有很多曾参与制作OVA《牽牛花與加瀨同學。》。
台灣於12月27日上映。

### 制作人员
制作人员：
- 原作 - 
- 导演、剧本 - 佐藤卓哉
- 人物设定 - 須藤智子
- 道具设定 - 西本成司
- 色彩設計 - 岩井田洋
- 美術監督 - 本多敬
- 美術設定 - 本多敬、佐藤正浩、木村英文
- 摄影監督 - 口羽毅
- 剪辑 - 後藤正浩
- 音乐 - rionos（日语：rionos）
- 动画制作 - tear-studio
- 发行 - PONY CANYON

### 主题曲
「fragile」
作詞 - 持田香織 / 作曲 - 菊池一仁 / 編曲 - 谷口尚久 / 歌 - 森谷美鈴（伊藤美来）、村上遥（宮本侑芽）